# El Morrito, Mexiko
El Morrito är en ort i Mexiko.   Den ligger i kommunen Asunción Ixtaltepec och delstaten Oaxaca, i den sydöstra delen av landet, 500 km sydost om huvudstaden Mexico City. El Morrito ligger 209 meter över havet och antalet invånare är 423.
Terrängen runt El Morrito är platt åt nordost, men åt sydväst är den kuperad. Runt El Morrito är det glesbefolkat, med 20 invånare per kvadratkilometer. Närmaste större samhälle är Matías Romero, 18,0 km norr om El Morrito. Omgivningarna runt El Morrito är en mosaik av jordbruksmark och naturlig växtlighet.